# Luigi Marescalchi
Luigi Marescalchi (Bolonya, 1 de febrer de 1745 - Marsella, 1812) fou un compositor italià del Classicisme.
A Venècia tenia un establiment de música, i el 1780 es donà conèixer amb el ball espectacle Meleagro. quatre anys més tard aconseguí un èxit sorollós amb l'òpera I disertori felici (Piacenza, 1748), i el mateix any estrenà una altra òpera a Roma, Andromeda e Perseo. Deixà altres dos balls: Le rivoluzioni del seraglio (Florència, 1788) i Giulietta e Romeo (Roma, 1789), un concert i quatre quartets per a instruments de corda.